# Reinhard Klenke

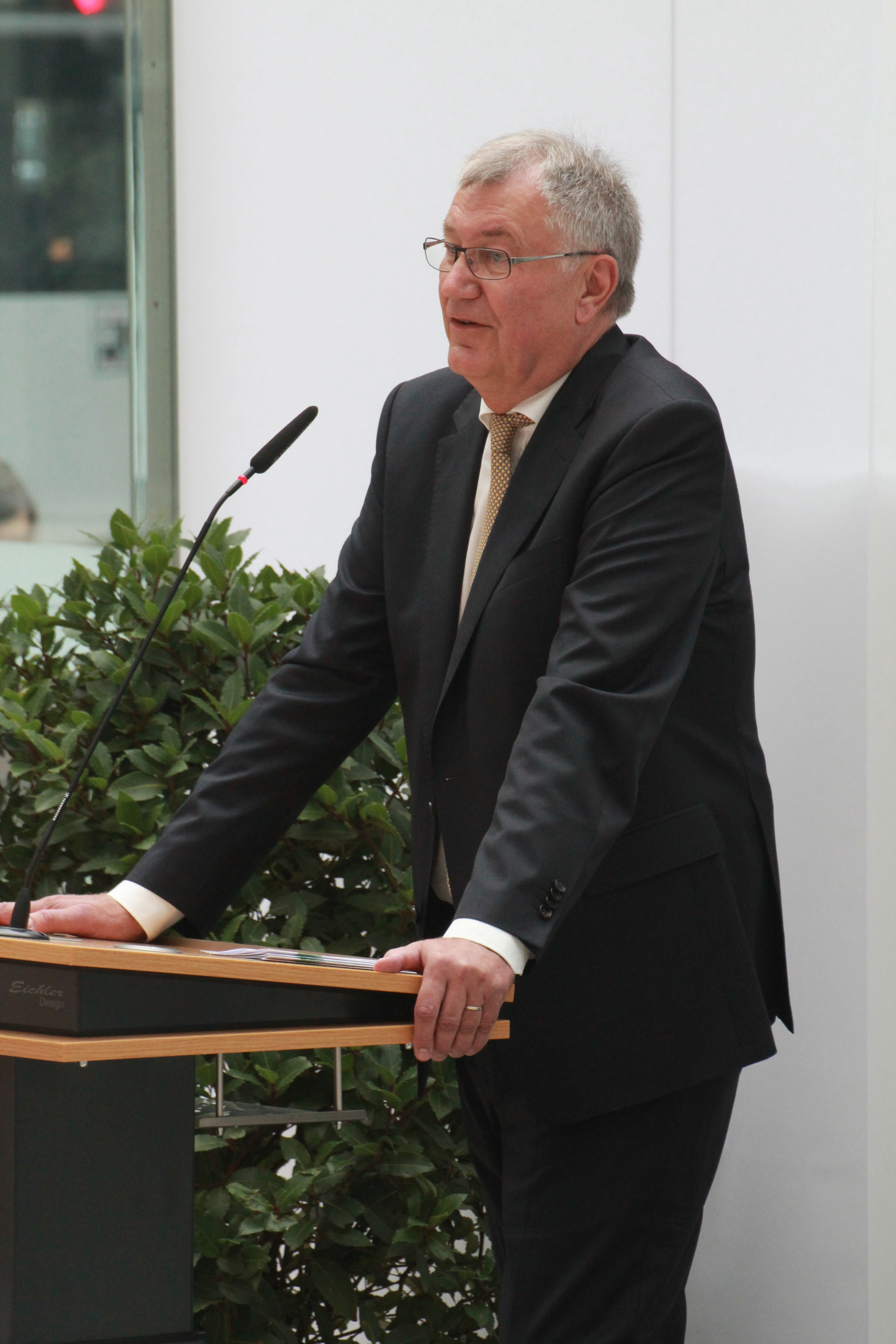
Reinhard Klenke (2017)

Reinhard Klenke (* 1951 in Gelsenkirchen) ist ein deutscher Jurist und Politiker (CDU). Er war unter anderem Präsident des Verwaltungsgerichts Düsseldorf sowie von 2011 bis 2017 Regierungspräsident des Regierungsbezirks Münster.

## Leben
Reinhard Klenke studierte von 1969 bis 1973 Rechtswissenschaften an der Ruhr-Universität Bochum. Dort war er von 1973 bis 1976 als wissenschaftliche Hilfskraft tätig und promovierte 1975 über das Thema Wirtschaftssubventionen und Eigentumsgarantie des Art. 14 GG. Im Jahr 1977 wurde er Richter beim Verwaltungsgericht Gelsenkirchen, danach Richter und Vorsitzender Richter am Oberverwaltungsgericht Münster und anschließend Präsident des Verwaltungsgerichts Düsseldorf. Ab Mai 2009 leitete er als Ministerialdirigent die Zentralabteilung des Justizministeriums des Landes Nordrhein-Westfalen. 
Seit dem Sommersemester 1996 ist Klenke Lehrbeauftragter an der Heinrich-Heine-Universität Düsseldorf. Er wirkte seit 1982 bei der Abnahme des Ersten juristischen Staatsexamens und seit 1992 auch bei dem Zweiten juristischen Staatsexamens mit, seit 1995 als Vorsitzender.
Zum 1. Oktober 2011 wurde er nach einer Abstimmung der Landesregierung am 6. September 2011 vom nordrhein-westfälischen Innenminister Ralf Jäger zum Regierungspräsidenten des Regierungsbezirks Münster ernannt. Am 31. August 2017 wurde er in den Ruhestand verabschiedet, im Amt folgte ihm Dorothee Feller.
Reinhard Klenke wohnt in Gelsenkirchen-Ückendorf. Er ist Mitglied der CDU, verheiratet und Vater zweier Kinder.